# Günter Siegmund
Pour les articles homonymes, voir Sigmund.
Günter Siegmund est un boxeur allemand né le 19 décembre 1936 à Küstrin et mort le 13 septembre 2020 à Berlin.

## Carrière
Il participe aux Jeux olympiques d'été de 1960 en combattant dans la catégorie des poids lourds et remporte la médaille de bronze. Siegmund décroche également la médaille de bronze lors des championnats d'Europe de boxe amateur 1961 à Belgrade.

### Parcours auxJeux olympiques
Jeux olympiques d'été de 1960 à Rome (poids lourds) :
- Bat Max Bösiger (Suisse) par arrêt de l'arbitre au 3e round
- Bat Vasile Mariuţan (Roumanie) 5-0
- Perd contre Daan Bekker (Afrique du Sud) 1-4